# ホッケー男子日本代表
ホッケー男子日本代表（ホッケーだんしにほんだいひょう）は、日本における男子フィールドホッケーのナショナルチームである。愛称は2008年3月に「さむらいJAPAN」と発表され、その後「サムライJAPAN」を経て「サムライジャパン」に変更されている。

## 過去の成績

### オリンピック
- 1932年 - 銀メダル
- 1936年 - 7位
- 1960年 - 14位
- 1964年 - 7位
- 1968年 - 13位
- 2020年 - 予選リーグ敗退

### ワールドカップ
- 1971年 - 9位
- 1973年 - 10位
- 2002年 - 12位
- 2006年 - 9位

### チャンピオンズチャレンジ
- 2001年 - 5位
- 2007年 - 5位

### アジア競技大会
- 2010年（第16回、中国・広州) 6位[1]
- 2014年（第17回、韓国・仁川）6位[2]
- 2018年（第18回、インドネシア・ジャカルタ）優勝（初）[3]

## 歴代監督・ヘッドコーチ
- 木原征治
- 長屋恭一
- アイクマン シークフリード（2009年-2011年、2017年-2021年）
- 姜建旭（2011年-2015年）
- 山堀貴彦（2016年-2017年）
- 髙橋章（2021年-2023年）
- 穴井善博（2024年-）

## 愛称を巡って
- 2008年4月5日～13日の北京オリンピック最終予選に向けて全国から一般公募。2008年3月に「さむらいJAPAN」を発表し、同時に商標登録出願をした。一方で、同年11月12日にワールド・ベースボール・クラシックに向けた野球日本代表の愛称として、日本野球機構が「侍ジャパン（SAMURAI JAPAN）」を発表した。日本ホッケー協会の永井東一広報委員長は「露出の差を考えれば、こちらがマネしたと思われる」「WBC日本代表より前に“さむらい”を名乗っていた。元祖は私たちなのでパクったのではない」と主張し、野球機構など関係団体に抗議文を提出した。これに対し、野球側は「商標類似」などルール上の問題はないとし「侍ジャパン（SAMURAI JAPAN）」を取り下げることはしなかったことで、日本ホッケー協会理事からは「オレたちの方が早かったのだから金を取れ」という意見も出た[4][5]。これについて、日本野球機構コミッショナーの加藤良三は「双方の代表が親しまれ、さらに活躍できるように協力、応援をお願いしたい」と配慮するコメントを残したが、WBCで日本代表の活躍を見た日本ホッケー協会の永井東一広報委員長は「“侍ジャパン”の名前がこうして表に出ていることに関しては、複雑な思いもありますね」とも語った[6]。